# Обещание депутата Госдумы Делимханова отрезать головы

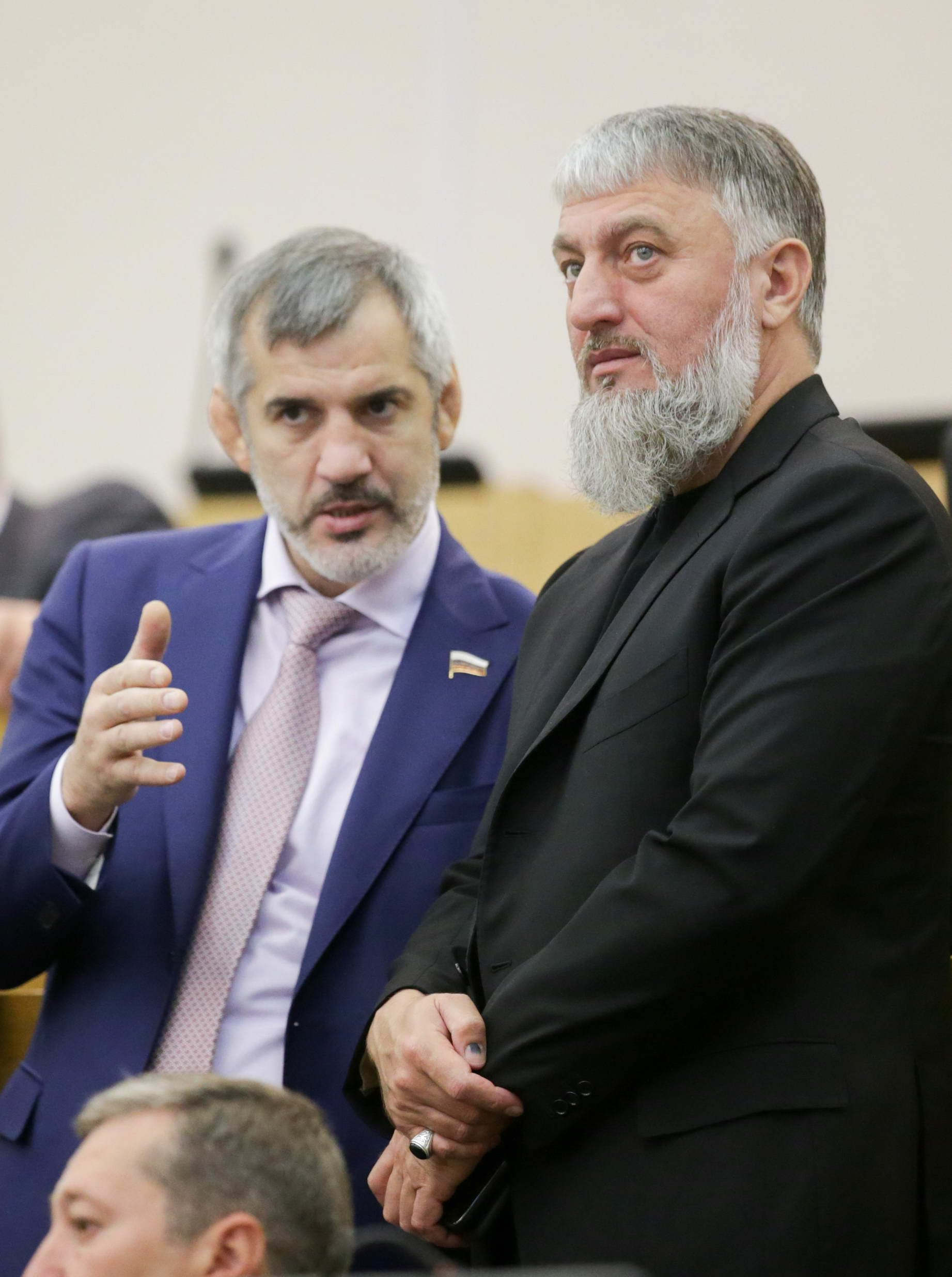
Адам Делимханов

1 февраля 2022 года депутат Государственной думы от Чечни, член фракции «Единая Россия» Адам Делимханов в прямом эфире в Instagram на чеченском языке пообещал лишать головы членов семьи судьи Сайди Янгулбаева. Заявление было сделано после того, как ранее с угрозами в адрес семьи Янгулбаевых выступил и глава Чечни Рамзан Кадыров.

## Предыстория
«Дело Янгулбаевых» — условное название общественно-политического скандала, разгоревшегося в России в январе 2022 года, когда юрист «Комитета против пыток» Абубакар Янгулбаев заявил о пропаже в Чечне нескольких десятков своих родственников. После этого чеченские силовики насильно увезли его мать — Зарему Мусаеву, жену федерального судьи в отставке — из Нижнего Новгорода в Грозный, где она стала фигуранткой уголовного дела и была отправлена в СИЗО. Брата Абубакара, Ибрагима, объявили в федеральный розыск, его отец и сестра спешно уехали из России.

## Заявление Делимханова
Депутат Государственной думы Адам Делимханов объявил Янгулбаевым кровную месть. 1 февраля 2022 года в прямом эфире в Instagram на чеченском языке он пообещал лишать головы членов семьи Янгулбаевых. Ранее с угрозами в адрес семьи Янгулбаевых выступил и глава Чечни Рамзан Кадыров. В переводе на русский язык, который опубликовал чеченский Телеграм-канал «1ADAT» используется слово «отрезать»: «Знайте, что днём и ночью, не жалея своих жизней, имущества и потомства, мы будем вас преследовать, пока не отрежем ваши головы и не убьём вас», также сказано, что все угрозы относятся не только к членам семьи Янгулбаевых, но и к тем, кто переведёт это видео на русский язык. При этом в переводе, опубликованном на сайте Русской службы Би-Би-Си используется слово «отрывать»: «Не зная покоя ни днем, ни ночью, наши тела, души, имущество, потомство — за вами. Отрывая вам головы, работая над вами, убивать вас». Аналогичный перевод слова приводит и Медиазона: «Чтобы вы знали, и днем и ночью [не жалея] наших тел, наших душ, наших домов… Нашим потомкам оставим наказ — оторвать вам головы, поработать над вами, вас убить». Неназванный носитель чеченского языка также заявил Медиазоне, что Делимханов, скорее всего, не угрожал потенциальным переводчикам, а оборвал фразу и вернулся к угрозам, адресованным Янгулбаевым.

## Реакция общественности
Глава фракции «Справедливая Россия — За правду» Сергей Миронов призвал прокуратуру оценить слова Делимханова и призвал ФСБ обеспечить безопасность семьи судьи в отставке. Журналист Александр Невзоров назвал произошедшее позором, обратил внимание на то, что на заявление Делимханова нет реакции депутатов, Бастрыкина, прокуратуры, пропагандистов, моралистов, клеймителей экстремизма, Жириновского, Мизулиной и обратил внимание на отсутствие верховенства Закона в РФ. Директор Amnesty International по Восточной Европе и Центральной Азии Мари Стразерс призвала к независимому расследованию угроз смертью семьи Янгулбаевых и обеспечения их защиты.

## Реакция властей России
2 февраля 2022 года пресс-секретарь президента России Дмитрий Песков отказался давать оценку заявлениям депутата Госдумы Адама Делимханова с угрозами в адрес семьи Янгулбаевых и перенаправил вопрос в думский комитет по этике.

## С правовой точки зрения
Угроза убийством в УК РФ квалифицируется согласно статье 119.